# Кајак и кану на Летњим олимпијским играма 1936 — Ф-1 10.000 метара за мушкарце
Такмичење у  склопивом кајаку једноседу (Ф-1) на 10.000 м  на Летњим олимпијским играма 1936. одржано је 7. августа на регатној стази Берлин — Гринау. 
На такмичењу је учествовало 13 такмичара из 13 земаља који су веслали само финалну трку. 

## Освајачи медаља
|                            |                           |                       |
| Грегор Храдецки · Аустрија | Анри Ебрехард · Француска | Ксавер Херман Немачка |

## Резултати

### Финале
| Пласман | Кајакаш           | Земља                | Резултат | Белешке |
| ------- | ----------------- | -------------------- | -------- | ------- |
|         | Грегор Храдецки   | Аустрија             | 50:01,2  |         |
|         | Анри Ебрехард     | Француска            | 50:04,2  |         |
|         | Ксавер Херман     | Немачка              | 50:06,5  |         |
| 4.      | Ленарт Доси       | Шведска              | 51:23,8  |         |
| 5.      | Франтишек Свобода | Чехословачка         | 51:52,5  |         |
| 6.      | Ханс Мозер        | Швајцарска           | 52:43,8  |         |
| 7.      | Франс Нордберг    | Финска               | 52:45,8  |         |
| 8.      | Џорџ Лотон        | Уједињено Краљевство | 52:50.0  |         |
| 9.      | Jan Vrolijk       | Холандија            | 54:05.9  |         |
| 10.     | Бер Фолкс         | САД                  | 55:32,1  |         |
| 11.     | Мирко Винценс     | Југославија          | 55:41,5  |         |
| 12.     | Жое Тренен        | Луксембург           | 57:14,8  |         |
| 13.     | Жил Денемулен     | Белгија              | 58:20,1  |         |